# 이진익
이진익(李鎭翼, 1728년 10월 27일(음력 9월 25일) ~ 1796년 6월 1일(음력 4월 26일))은 조선 후기의 왕족 종실이며 문신이다. 본관은 전주(全州)이다.

## 이력
인조의 셋째 아들인 인평대군(麟坪大君)의 4대손이고, 안흥군 이숙(李埱)의 아들이다. 남연군의  증조부로, 흥선대원군의 고조부가 된다. 그의 이복 누이 중 한명은 소론 중진 박문수의 재취 부인이 된다.

## 생애
인평대군 이요의 4대손이자 능창군 이전의 5대손으로, 증조부는 복녕군 이유(李栯)이고, 할아버지는 의원군 이혁(李爀)이다. 조선 숙종 때 삼복의 변으로 문제가 된 복창군, 복선군, 복평군은 그의 종증조부였다. 출신지는 한양이다.
1751년 영조의 특명으로 효종, 현종, 숙종 3대 임금으로부터 친필로 받은 어필을 들고 입시하라는 명을 받았다. 1751년 후릉참봉(厚陵參奉)에 임명되었다. 1753년 식년과 진사시에 2등으로 합격하여 진사가 되었다. 그해 내섬봉사(內贍奉事)가 되었다.
이후 인평대군 이요(李㴭)의 제사를 모신다 하여, 1765년(영조 42) 12월 인평대군 봉사손 자격으로 음서 발탁되었다. 1773년 돈녕부 도정(敦寧府都正)이 되고, 그 해 12월 3일 영조의 왕명으로 《연행록 (燕行錄)》을 비롯한 인평대군의 문집을 정리, 간행하였다. 같은 날 공조참판으로 특진하였고, 이어 경주부윤으로 부임하였다. 1777년 10월 4일 영월군수로 부임했다가 1779년 12월 27일 체직되었다.
1780년 경상도암행어사 이시수로부터 직무에 제대로 종사하지 못하는 지방관의 한사람으로 몰려 탄핵을 받았다. 이후 동지돈녕부사로 전임되었다. 1793년(정조 17년) 1월 1일 선원전(璿源殿)에 올리는 작헌례에 참석한 공로로 1계급 가자되었다. 이듬해 장단부사로 부임했으나 조세를 거두는 것을 향리와 아전에게 일임하였다가 그해 11월 고양·파주·장단·풍덕 4개 읍의 암행어사로 파견된 홍낙유의 탄핵을 받았다. 사후 증직으로 이조판서에 추증되었다가 다시 고종 즉위 후인 1864년 1월 10일 대원군의 생가 증조부라 하여 특별히 증 의정부좌찬성에 추증되었다.
청풍김씨 김도건(金道健)의 딸과 결혼하였으나 자녀가 없고, 후에 조도건(趙道健)의 딸 조씨와 결혼하여 이병순(李秉淳), 이병원(李秉源), 이병준(李秉濬) 삼형제와 유씨에게로 시집간 딸이 하나 있다. 후일 고종 때 이조판서를 지낸 이명응(李明應)은 그의 증손자로, 이병원의 손자이며 이휘중의 아들이 된다. 1816년 순조의 특명으로, 그의 둘째아들인 진사 이병원의 둘째아들 이채중이 아들 없이 사망한 은신군의 양자로 입양되었다.

### 사후
사후 시신은 경기도 포천군 영평(후일의 경기도 포천시 영중면 거사리) 남산 자좌, 인평대군 묘소 인근 야산에 안장되었다. 증 이조판서에 추증됐다가 다시 1864년(고종 1) 1월 10일 증 좌찬성에 추증됐다.
1883년(고종 20) 왕의 응제에 우수성적을 거둔 관학 유생이자 1884년(고종 21) 당해년도의 문과 급제자의 이름이 이진익으로 한자까지 같다 하여 이 과거 급제자는 그해 8월 10일 이조(吏曹)의 명으로 진익에서 운익(雲翼)으로 이름을 개명하였다.

## 가족 관계
- 조부 : 의원군 이혁(李爀)
  - 아버지 : 안흥군 이숙(李埱)
  - 어머니 : 문화류씨, 류집(柳潗)의 딸
    - 누이 : 전주이씨
    - 매부 : 심사장(沈師章), 청송인, 첨정 심정의(沈廷儀)의 아들

  - 서모 : 이름 미상
    - 이복동생(서제) : 이진태(李鎭台)

  - 부인 : 청풍김씨(1726년 4월 1일 - 1803년 7월 7일), 현감 김도건(金道健)의 딸
  - 부인 : 한양조씨, 조도건(趙道健)의 딸
    - 장남 : 이병순(李秉淳)
      - 손자 : 이낙중(李樂重)
      - 손자 : 이요중(李夭重)

    - 차남 : 이병원(李秉源)
    - 며느리 : 연일정씨, 통덕랑 정의환(鄭義煥)의 딸
      - 손자 : 이도중(李䆃重)
      - 손자 : 남연군(南延君, 은신군에게 입적)

    - 며느리 : 광주김씨, 김진구(金鎭九)의 딸, 이병원의 둘째 부인
      - 손자 : 이휘중(李彙重)
      - 손녀 : 전주이씨
      - 손녀사위 : 남준응(南駿應), 의령인, 음서로 목사 역임
        - 외증손 : 남호원(南鎬元, 음서로 참판 역임)

    - 첩며느리 : 이름 미상, 이병원의 첩
      - 서손자 : 이과중(李果重)
      - 서손자 : 이내중(李來重)

    - 삼남 : 이병준(李秉濬)
    - 며느리 : 남양홍씨, 홍일해(洪日海)의 딸
      - 손자 : 이은중(李檃重)
      - 손녀 : 전주이씨
      - 손녀사위 : 조진운(趙鎭運), 양주조씨, 음서로 부사 역임

    - 첩며느리 : 이름 미상, 이병준의 첩
      - 서손녀 : 전주이씨
      - 서손녀사위 : 김노영(金魯榮), 본관은 경주, 참판 김인계(金仁桂)의 아들

    - 딸 : 전주이씨
    - 사위 : 유성(柳誠), 전주인, 현감 정참(定參)의 아들

## 같이 보기
- 남연군
- 은신군
- 낙천군